# 理查德·马利德
理查德·马利德（英語：Richard McGregor，1958年？月？日—），是澳大利亚的记者、作家。

## 作品
- 《Japan Swings : Politics, Culture and Sex in the New Japan》（1996年）
- 《中國共產黨不可說的秘密》（2010年）
- 《Asia's Reckoning: China, Japan, and the Fate of U.S. Power in the Pacific Century》（2017年）
- 《Xi Jinping: The Backlash》（2019年）